# Fini Henriques
Fini Valdemar Henriques (Copenhaguen, 20 de desembre de 1867 - idem. 27 d'octubre de 1940), va ser un compositor i violinista danès.
Els seus pares eren l'inspector d'hospital i fiscal general Vilhelm Moritz Henriques (1828-1889), d'ascendència jueva, i Marie Christine Rasmussen (1826-1913). Era el cunyat del metge i filòsof Severin Christensen. Johan Henriques, el fill del músic de la capella reial de Fini, es va asseure durant diversos anys com a concertino del segon grup de violí de la Royal Danish Orchestra, on el seu pare també havia treballat durant gairebé quatre anys com a viola i violinista.
Segons les fonts, quan era un nen Fini Henriques era un krabat rebel, que tenia poc sentit de l'ocupació intel·lectual. D'altra banda, era un caràcter alegre i creatiu, que ja de petit es provava a si mateix com a compositor.

## Carrera
Henriques va esdevenir alumne particular, entre d'altres, del violinista Valdemar Tofte, que era concertino a la capella i professor del Conservatori de Música i, del director en cap de la Capella Reial, Johan Svendsen, després que Niels Gade li hagués aconsellat que no, per seguir els antics camins pel Conservatori de Música. Del 1888 al 1891 va estar a Berlín, on va estudiar amb el violinista Joseph Joachim i el compositor Woldemar Bargiel, que era el germanastre de Clara Schumann i ell mateix alumne de Niels W. Gade. De tornada a Copenhaguen, va rebre la beca Anchor el 1891 i després va viatjar de nou durant un any a Alemanya i Àustria. Al seu retorn, va ser emprat a la Capella Reial l'any 1892, primer com a viola i més tard com a violinista. Després d'un enfrontament amb el director d'orquestra Frederik Rung, va dimitir ja l'any 1896 per viure una vida lliure com a compositor, pedagog i concertista de violí, carrera que aviat el va convertir en una figura popular. De jove, va desenvolupar una amistat amb Carl Nielsen que va durar fins a la seva mort el 1931.
El mestre Joseph Joachim va ser el violinista més gran de l'època, però Fini Henriques es va concentrar més en les formes més petites. Va formar el seu propi quartet de corda i va fundar l'associació de música de cambra Musiksamfundet, de la qual va ser president fins al 1931. Però també va viatjar com a concertista solista, músic de cambra i director d'orquestra nombroses vegades als països nòrdics, així com a París i Berlín. També va formar part de la junta de la Societat Danesa de Compositors i va ser cavaller de Dannebrog (1921) i Dannebrogsmand (1937).

## La música
La seva música és oberta i acollidora, i va ser molt popular durant la seva vida. Va escriure sobretot per al seu propi instrument el violí, a més de cançons i música de piano. A més de diverses peces per a conjunt de cambra i obres orquestrals més petites, Fini Henriques ha escrit simfonies, ballets, entre d'altres. La sirenita (1909) i Tata, així com molta altra música escènica, incloses les òperes The Starfish (1927) amb lletra de C.M. Norman-Hansen i Vølund Smed (composta el 1943) amb text d'Aage Barfoed després de Holger Drachmann.